# Hills (Iowa)
Hills es una ciudad ubicada en el condado de Johnson en el estado estadounidense de Iowa. En el Censo de 2010 tenía una población de 703 habitantes y una densidad poblacional de 432,21 personas por km².

## Geografía
Hills se encuentra ubicada en las coordenadas 41°33′22″N 91°32′7″O / 41.55611, -91.53528. Según la Oficina del Censo de los Estados Unidos, Hills tiene una superficie total de 1.63 km², de la cual 1.63 km² corresponden a tierra firme y (0%) 0 km² es agua.

## Demografía
Según el censo de 2010, había 703 personas residiendo en Hills. La densidad de población era de 432,21 hab./km². De los 703 habitantes, Hills estaba compuesto por el 93.31% blancos, el 0.28% eran afroamericanos, el 0.71% eran amerindios, el 1.28% eran asiáticos, el 0% eran isleños del Pacífico, el 1.56% eran de otras razas y el 2.84% pertenecían a dos o más razas. Del total de la población el 3.98% eran hispanos o latinos de cualquier raza.